# Datenkonzentrator

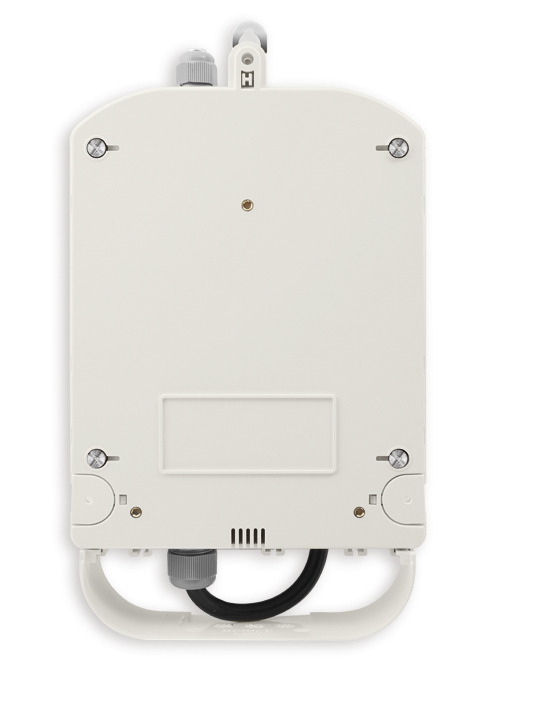
Datenkonzentrator als Bestandteil eines Smart-Metering-Systems

Ein Datenkonzentrator ist Bestandteil eines Smart-Metering-Systems. Er überwacht Smart Meter (= intelligente Zähler) bzw. alle angeschlossenen Geräte wie z. B. Strom-, Gas-, Wasser- und Wärmezähler über einen Kommunikationskanal (z. B. Powerline A-Band) und kommuniziert mit dem Zentralsystem beim Energieversorgungsunternehmen (EVU), welches die Daten der Zähler verarbeitet.
Das heißt, der Datenkonzentrator sammelt von allen angeschlossenen Geräten die Daten und sendet diese gebündelt an das Zentralsystem. Durch diese Bündelung der Daten lässt sich eine Reduktion des Datentransfers erreichen.
Fraglich ist, ob dieser Kostenvorteil für den Kunden erkennbar wird. Die Energiekosten für diese Dienstleistung hat der Kunde aufzubringen. Das Gerät wird nach dem Stromzähler installiert und benötigt nach Herstellerdatenblatt für das Datenerfassen etwa 5 Watt permanenten Leistungsbedarf. Diese zunächst gering erscheinende Leistung summiert sich umgerechnet auf jährlich 43,8 kWh.
Ein aus Verbrauchersicht wünschenswertes Auslesen der gesammelten Daten zu Prüfzwecken ist für den Verbraucher nicht vorgesehen.